# Rete Sicula
Il nome Rete Sicula designava l'insieme delle linee ferroviarie in esercizio e in costruzione della Sicilia che, in seguito alle Convenzioni del 1885 venne assegnato in gestione ed esercizio alla Società per le strade ferrate della Sicilia.
Detta società, formata da un gruppo bancario a prevalente capitale straniero con sede a Roma, prese il posto delle precedenti società che gestivano le linee ferroviarie isolane tra cui la fallita Società Vittorio Emanuele che all'atto del subentro non aveva ancora completato il programma di costruzioni previsto; nel 1872 il governo aveva incaricato del completamento e dell'esercizio provvisorio la Società italiana per le strade ferrate meridionali.
Del complesso denominato Rete Sicula non facevano parte la linea Palermo–Marsala–Trapani, entrata in funzione il 5 giugno 1881 a cura della Società della Ferrovia Sicula Occidentale, la ferrovia Circumetnea e la Palermo–Corleone.
Nel 1885 la Rete Sicula si estendeva complessivamente per 597 km. La rete venne integrata progressivamente delle tratte mancanti alla Palermo-Catania e, nel 1895, di quelle tra Messina e Fiumetorto della Palermo-Messina; alla fine del 1896 aveva raggiunto i 1.093 km. Al 31 marzo 1896 la Rete Sicula possedeva 156 locomotive a vapore, 456 carrozze, 90 bagagliai e  2019 carri.
La rete si dotò di un proprio Ufficio d'Arte per la progettazione di materiale rotabile: ad esso si deve tra l'altro l'ottimo progetto della locomotiva FS 910.
Alla Rete Sicula venne annesso anche il traghettamento nello stretto di Messina, nel novembre 1893, con l'obbligo di effettuare due corse giornaliere di traghetto tra Messina e Reggio Calabria, istituendone altre due per Villa San Giovanni all'atto del completamento della Ferrovia Tirrenica Meridionale.
Dal 1901 al 1905 fu direttore generale della società esercente la Rete Sicula l'ingegnere Riccardo Bianchi.
La rete venne incorporata nella rete nazionale delle Ferrovie dello Stato nel 1905.